# Rivelatore Daly
Un rivelatore Daly è un rivelatore di ioni che consiste in una "maniglia" di metallo, uno scintillatore e un fotomoltiplicatore. Prende il nome da N. R. Daly, suo inventore. È un rivelatore spesso usato in spettrometria di massa.

## Funzionamento
Gli ioni che urtano il metallo rilasciano un elettrone secondario. Un alto voltaggio (ca. -20,000 V) tra il metallo e lo scintillatore accelera gli elettroni sullo scintillatore stesso che emette fotoni. I fotoni sono rivelati dal fotomoltiplicatore.
Il vantaggio di un rivelatore Daly è che il fotomoltiplicatore può essere separato da una finestra che lo separa dall'alto vuoto dello spettrometro e che previene possibili contaminazioni allungando la vita del rivelatore. Il rivelatore Daly produce anche un'alta accelerazione dopo l'analizzatore che migliora la sensibilità per gli ioni con massa elevata.